# Пиер Корней
Пиер Корней (на френски: Pierre Corneille) е френски трагик, сред най-великите 3 френски драматурзи на ХVІІ век, заедно с Молиер и Жан Расин.
Като млад той си заслужава ценния патронаж на кардинал Ришельо, който се опитва да насърчава класическата трагедия (по формален начин), но по-късно влиза в полемика с Корней, главно заради най-известната му пиеса „Сид“, чийто главен герой е испански воин. Тази пиеса е осъдена от новосъздадената Френска академия за това, че не зачита правилото за единствата. Той продължава да пише популярни трагедии в продължение на почти четиридесет години.

## Биография

### Произход и младежки години
Корней е роден в Руа̀н, Франция. Родителите му са Март льо Пезан дьо Боакилбер и Пиер Корней, именит адвокат. По-малкият му брат, Томас Корней, също става виден драматург. Корней получава строго йезуитско образование в Collège de Bourbon, който след 1873 г. е известен под името Lycée Pierre-Corneille. На 18-годишна възраст започва да учи право, но практическите му правни начинания до голяма степен са неуспешни. Бащата на Корней му осигурява два авторитетни поста в Службата по горите и реките на Руа̀н. Докато работи в службата, той написва първата си пиеса. Не е известно кога точно я написва, но пиесата, комедията „Мелита“ излиза на бял свят, когато Корней я представя на група пътуващи музиканти през 1629 година. Актьорите одобряват произведението и го включват в репертоара си. Пиесата пожънва успех в Париж и Корней започва да пише пиеси редовно. През същата година той се мести в Париж и скоро става един от водещите драматурзи на френската сцена. Ранните му комедии, започващи с „Мелита“ отстъпват от френската фарсова традиция като отразяват приповдигнатите език и маниери на парижкото светско общество. Корней описва своята разновидност на комедия като „une peinture de la conversation des honnêtes gens“ („рисунка на разговорите на хората от по-горната класа“). Неговата първа истинска трагедия е „Медея“, написана през 1635 година.

### Les Cinq Auteurs (Сдружението на петимата автори)
През 1634 г. Корней получава повече внимание. Избран е да пише стихове? за посещението на кардинал Ришельо в Руа̀н. Кардиналът забелязва Корней и го избира да бъде член на Les Cinq Auteurs (Сдружението на петимата автори). Другите членове са Боаробер, Гийом Колте, Клод Естоал и Жан Ротру.
Петимата са избрани да реализират идеята на Ришельо за нов вид драма, която да изтъква добродетелта. Ришельо ще представи идеи, които писателите ще изразят под формата на драма. Изискванията на кардинала обаче са твърде ограничителни за Корней, който опитва да прави нововъведения извън границите поставени от Ришельо. Това води до раздор между драматург и работодател. След като първоначалният му договор изтича, Корней напуска Les Cinq Auteurs (Сдружението на петимата автори) и се връща в Руа̀н.

### Полемиката за Сид
В годините непосредствено след прекратяването на отношенията му с Ришельо, Корней написва произведението, което се смята за най-добрата му пиеса. Сид (al sayyid in Arabic; грубо преведено като „Господарят“) стъпва на пиесата Mocedades del Cid (1621) от Гилен де Кастро (Гийенде Кастри „Младостта на Сид“). И двете пиеси се основават на легендата за Родриго Диас де Вивар, военна фигура в средновековна Испания.
Първоначалното издание на пиесата от 1637 година било с подзаглавие „трагикомедия“, като по този начин се показва, че тя умишлено се противопоставя на класическото разграничение трагедия/комедия. Въпреки че пиесата „Сид“ жъне огромен успех, тя е предмет на разгорещен спор относно стандартите за драма, известен като „Querelle du Cid“ или „The Quarrel of Le Cid“ (Съзаклятието срещу Сид) /Полемиката за Сид. Френската академия на кардинал Ришельо признава успеха на пиесата, но е с твърдото убеждение, че тя е погрешна, отчасти заради това, че не се подчинява на правилото за трите единства – време, място и действие (според Единството на времето цялото действие в произведението трябва да се развива в рамките на 24 часа; Единството на мястото поставя условие, че трябва да има само едно място или настройка за действието; Единството на действието – че сюжетът трябва да е съсредоточен върху един-единствен конфликт или проблем). Новосъздадената академия поддържа идеята за контрол на държавата върху културната активност. Въпреки че тя? обикновено се занимавала с опити да стандартизира френския език, самият Ришельо поръчва анализ на „Сид“.
Към пиесата са отправени обвинения в неморалност под формата на прочута памфлетна кампания. Тези атаки се основават на класическата теория, че театърът е място за морални наставления. Препоръките на Академията относно пиесата са изразени в Sentiments de l'Académie française sur la tragi-comédie du Cid (1638) на Жан Шаплен. Дори бележитият писател Georges de Scudéry остро критикува пиесата в своите Observations sur le Cid (1637). Напрежението на тази „памфлетна война“ е значително засилено от самохвалната поема на Корней Excuse À Ariste, в която той се хвали със своите таланти, докато Корней твърди, че няма автор, който да му е конкурент. Тези поеми и памфлети един по един стават публични, докато някога „уважавани“ драматурзи си разменяли клеветнически удари. В един момент Корней прави няколко опита да критикува семейството и потеклото на Jean Mairet. Scudéry, близък приятел на Mariet по това време, не се снижил до нивото на „неприятност/отвратителност“ на Корней, а вместо това продължил да клевети „Сид“ и неговите нарушения. Scudéry изказал мнение относно „Сид“, че „почти цялата красота, която пиесата въплъщава, е плод на плагиатство“.

### Отговор на Полемиката за Сид
След пауза от театъра Корней се завръща през 1640 година. Полемиката за Сид кара Корней да обърне по-задълбочено внимание на класическите правила на драмата. Това ясно личи в следващите му пиеси, които са класически трагедии – „Хораций“ (1640, посветена на Ришельо), „Цина“ и „Polyeucte“ (1643). Тези три пиеси заедно със „Сид“ са известни като „Класическата тетралогия“ на Корней. Корней също така отговаря на критиките на Академията като прави множество преработки на „Сид“, за да направи пиесата по близка до установените норми на класическата трагедия. Изданията от 1648, 1660 и 1682 година вече не са с подзаглавие „трагикомедия“, а „трагедия“.
Популярността на Корней нараства и до средата на четиридесетте години на 17 век, е издадена първият сборник с неговите пиеси. Корней се жени за Marie de Lampérière през 1641 г. Те имат няколко деца. В средата и до края на четиридесетте години, Корней
пише главно трагедии, La Mort de Pompée („Смъртта на Помпей“, представена през 1644), „Родогюн“ (1645), Théodore (1646), и „Ираклий” (1647). През този период той създава и една комедия, Le Menteur („Лъжецът“?, 1644).
През 1652 г. за пиесата Pertharite има лоши отзиви и обезсърченият Корней решава да се откаже от театъра. Той започва да съсредоточава вниманието си върху влиятелен превод на Imitation of Christ на Thomas à Kempis в стихотворна форма, който завършва през 1656 г. След почти 8-годишно отсъствие, Корней е убеден да се върне на сцената през 1659. Той написва пиесата „Едип“, която се харесва на Луи XIV. През следващата година, Корней публикува Trois discours sur le poème dramatique (Three Discourses on Dramatic Poetry), които са, отчасти, защити на стилът му. Тези трудове може да бъдат разглеждани като отговорът на Корней на Querelle du Cid. Едновременно с това той отстоява важността на класическите драматически правила и обосновава собствените си нарушения на тези правила в „Сид“. Корней твърди, че (драматическите насоки на Аристотел) не са били предназначени да бъдат обект на стриктен буквален прочит. Вместо това изказва предположението, че те са отворени за интерпретация. Въпреки че практическото значение на класическите правила бива затвърдено, Корней споменава, че правилата не бива да са толкова тиранични и че те възпират иновацията.

## По-късни пиеси
Въпреки че Корней бил продуктивен след завръщането си на сцената, пишейки по една пиеса на година за четиринадесетте години след 1670, неговите късни произведения нямали същия успех, както тези от по-ранната му кариера. Други автори били започнали да добиват популярност. През 1670 година Корней и Жан Расин, един от неговите конкуренти били предизвикани да напишат пиеси за едно и също събитие. И двамата драматурзи били в неведение, че същата задача е дадена и на другия. Когато и двете произведения били завършени, било обявено, че „Тит и Беренис“ на Корней (1671) била по-(долнокачествена) от пиесата на Расин („Беренис“). Молиер също бил известен по това време и Корней дори създал комедията „Психея“ (1671) съвместно с него (и Philippe Quinault). Повечето от творбите, които Корней пише след завръщането си на сцената са трагедии. Те включват La Toison d'or (The Golden Fleece, 1660), Sertorius (1662), Othon (1664), Agésilas(1666), и „Атила“ (1667).
Последната му пиеса е трагедията „Сюрена” (1674). След нея се оттегля от сцената за последен път и умира в дома си в Париж през 1684 г. Гробът му в църквата Свети Рош няма паметник до 1821 година.

## Произведения
- Mélite (1629)
- Клитандър (Clitandre) (1630 – 31)
- la Veuve (1631)
- la Galerie du Palais (1631 – 32)
- la Place royale (1633 – 34)
- Комическа илюзия l'Illusion comique (1636)
- Медея (Médée) (1635)
- Сид [le Cid] (1637)
- Хораций (Horace) (1640)
- Cinna (1641)
- Полиевкт (Polyeucte) (1642)
- la Mort de Pompée (1643)
- Le Menteur (1643)
- Родогюн (Rodogune) (1644)
- Ираклий (Héraclius) (1647)
- Дон Санчо Арагонски (Don Sanche d'Aragon) (1650)
- Андромеда (Andromède), (1650)
- Никомед Nicomède, (1651)
- Pertharite, (1651)
- l'Imitation de Jésus-Christ (1656)
- Едип (Oedipe) (1659)
- Trois Discours sur le poème dramatique (1660)
- La Toison d'or (1660)
- Серторий (Sertorius) (1662)
- Othon (1664)
- Agésilas (1666)
- Атила (Attila) (1667)
- Тит и Беренис (Tite et Bérénice) (1670)
- Психея (Psyché) (w/ Molière and Philippe Quinault, 1671)
- Сюрена (Suréna) (1674)